# Luis Garisto
Luis Garisto, vollständiger Name Luis Garisto Pan (* 3. Dezember 1945 in Montevideo; † 21. November 2017 ebenda), war ein uruguayischer Fußballspieler und -trainer.

## Spielerkarriere

### Verein
Garisto wuchs im montevideanischen Barrio Goes auf. Dort spielte er zunächst Basketball und war 1960 und 1961 Jugendmeister. Sein Onkel, der als Trainer der Cuarta (U-19) von Defensor arbeitete, holte ihn schließlich zu jenem Fußballverein. Die Entscheidung für den Fußball und gegen den Basketballsport traf er dabei nach eigener Aussage aus der simplen Erwägung heraus, dass er nicht die finanziellen Möglichkeiten hatte, um sich Turnschuhe zu kaufen, der Fußballverein ihm jedoch die Fußballschuhe kostenlos zur Verfügung stellte. Bei Defensor stieß er schließlich bis in die Erstligamannschaft vor. Insgesamt gehörte er von 1961 bis 1968 dem Klub an. Garisto spielte sodann von 1969 bis 1973 für den argentinischen Verein CA Independiente. Der Wechsel zu den Argentiniern kam dabei laut Garisto auf Empfehlung eines Kassierers Defensors zustande, der Freunde in Avellaneda hatte. Dort gehörte er dem Team an, das 1970 und 1971 das Torneo Metropolitano, 1972 und 1973 die Copa Libertadores, 1972 den Weltpokal und 1973 die Copa Interamericana gewann. Während seiner Zugehörigkeit zu dem argentinischen Klub sind 127 Spiele mit seiner Beteiligung und zwei persönliche Torerfolge für Garisto verzeichnet. 1974 bis 1976 stand er in Reihen des Club Atlético Peñarol und gewann 1974 und 1975 die uruguayische Meisterschaft in der Primera División. 1977 schloss er sich CD Cobreloa an, gewann in jenem Jahr den Titel in der B und spielte dort bis 1978. 1978 absolvierte er sieben Partien für den chilenischen Klub.

### Nationalmannschaft
Garisto war Mitglied der A-Nationalmannschaft Uruguays, für die er von seinem Debüt am 28. März 1974 bis zu seinem letzten Einsatz am 23. Juni 1974 fünf Länderspiele absolvierte. Ein Länderspieltor erzielte er nicht. Während des Freundschaftsländerspiels gegen die australische Nationalmannschaft am 27. April 1974 im Vorfeld der Fußballweltmeisterschaft verletzte Garisto den australischen Spieler Ray Baartz durch einen Handkantenschlag gegen die Kehle so schwer an der Halsschlagader, dass dieser am nächsten Tag für einen Zeitraum von zwei Tagen das Bewusstsein verlor und anschließend auf Rat der Ärzte seine Karriere beenden musste. Garisto nahm mit Uruguay an der Weltmeisterschaft 1974 in der Bundesrepublik Deutschland teil. Im Verlaufe des Turniers kam er in den Spielen gegen Schweden und Bulgarien zum Einsatz.

## Trainerlaufbahn
Garisto war auch als Trainer tätig. 1983 war er in dieser Funktion beim Danubio FC tätig. Auch betreute er den La Luz FC sowie Vereine in Argentinien, Chile und Mexiko. In Mexiko hatte er in den Spielzeiten 1989/90, 1990/91 und 1991/92 während insgesamt 98 Ligapartien das Traineramt bei Atlas Guadalajara inne. 1994/95 und 1995/96 war er 35 Spiele lang für Toluca verantwortlich. In Argentinien war er Coach bei Gimnasia y Esgrima de La Plata und von 2002 bis 2003 bei CA Banfield. Mitte Juli 2003 löste er bei Cobreloa Nelson Acosta in der Trainerrolle ab. 2006 trainierte er Peñarol. Seine Trainertätigkeit bei den Aurinegros währte aber nur sieben Spiele. Auch eine Trainerstation bei Central Español wird geführt.

## Erfolge als Spieler
- Weltpokal: 1972
- Copa Libertadores: 1972, 1973
- Copa Interamericana: 1973
- Argentinischer Meister: Torneo Metropolitano 1970, 1971
- Uruguayischer Meister: 1974, 1975

## Privates
Garisto lebte im montevideanischen Barrio Palermo (Stand: Februar 2013) und war Vater einer Tochter.